# Pilea caespitosa
Pilea caespitosa är en nässelväxtart som beskrevs av Ignatz Urban. Pilea caespitosa ingår i släktet pileor, och familjen nässelväxter. Inga underarter finns listade i Catalogue of Life.